# Хотячівська сільська рада
Хо́тячівська сільська́ ра́да — колишня адміністративно-територіальна одиниця та орган місцевого самоврядування в Володимир-Волинському районі Волинської області. Адміністративний центр — село Хотячів.
Згідно з рішенням Волинської обласної ради № 36/6 від 14 серпня 2015 року сільська рада увійшла до складу Устилузької міської територіальної громади з центром у місті Устилуг Володимир-Волинського району Волинської області.

## Загальні відомості
Станом на 2001 рік:
- Територія ради:
- Населення ради: 484 особи
- Дворів (квартир): 245, з них 1 новий (після 1991 р.)

## Населені пункти
Сільській раді були підпорядковані населені пункти:
- с. Хотячів
- с. Дарницьке
- с. Русів

## Населення
За переписом населення України 2001 року в сільській раді мешкала 481 особа.

### Мова
Розподіл населення за рідною мовою за даними перепису 2001 року:
| Мова       | Відсоток |
| ---------- | -------- |
| українська | 98,97 %  |
| російська  | 0,83 %   |
| білоруська | 0,21 %   |

## Склад ради
Рада останнього скликання складалась з 14 депутатів та голови.
- Голова ради: Сиротинська Галина Петрівна
- Секретар ради: Балабан Таїсія Євгенівна

### Керівний склад попередніх скликань
| Прізвище, ім'я, по батькові | Основні відомості                                                                    | Дата обрання | Дата звільнення |
| --------------------------- | ------------------------------------------------------------------------------------ | ------------ | --------------- |
| Сиротинська Галина Петрівна | Сільський голова, 1968 року народження, освіта вища                                  | 26.03.2006   | 31.10.2010      |
| Сиротинська Галина Петрівна | Сільський голова, 1968 року народження, освіта вища, Політична партія «Наша Україна» | 31.10.2010   | 25.10.2015      |

Примітка: таблиця складена за даними сайту Верховної Ради України

### Депутати VI скликання
За результатами місцевих виборів 2010 року депутатами ради стали:

#### За суб'єктами висування
| Суб'єкт висування                                       | Кількість обраних депутатів | %    |
| ------------------------------------------------------- | --------------------------- | ---- |
| Самовисування                                           | 11                          | 78,6 |
| Політична партія Всеукраїнське об'єднання «Батьківщина» | 3                           | 21,4 |

#### За округами
| № округу                                                | Прізвище, ім'я, по батькові        | Дата визнання обраним | Освіта             | Партійна приналежність                        | Відомості про обраного депутата                               |
| ------------------------------------------------------- | ---------------------------------- | --------------------- | ------------------ | --------------------------------------------- | ------------------------------------------------------------- |
| Політична партія Всеукраїнське об'єднання «Батьківщина» |                                    |                       |                    |                                               |                                                               |
| 4                                                       | Алєксєєва Людмила Степанівна       | 09.11.2010            | середня спеціальна | член Всеукраїнського об'єднання «Батьківщина» | ПП «Гук Г. М.», продавець                                     |
| 10                                                      | Олещук Антоніна Степанівна         | 09.11.2010            | середня спеціальна | член Всеукраїнського об'єднання «Батьківщина» | Хотячівська сільська рада, соціальний робітник                |
| 12                                                      | Оніщук Віталій Васильович          | 09.11.2010            | середня спеціальна | член Всеукраїнського об'єднання «Батьківщина» | Агротехнічний коледж, водій                                   |
| Самовисування                                           |                                    |                       |                    |                                               |                                                               |
| 1                                                       | Гладчук Людмила Володимирівна      | 09.11.2010            | вища               | член Всеукраїнського об'єднання «Батьківщина» | Хотячівська сільська рада, директор комунального господарства |
| 2                                                       | Шпак Галина Сергіївна              | 09.11.2010            | середня            | член Єдиного Центру                           | Устилузьке споживче товариство, продавець                     |
| 3                                                       | Камінська Наталія Олександрівна    | 09.11.2010            | середня спеціальна | позапартійна                                  | Хотячіський навчально-виховний комплекс, завгосп              |
| 5                                                       | Кульчинська Світлана Степанівна    | 09.11.2010            | середня спеціальна | член Всеукраїнського об'єднання «Батьківщина» | Хотячівська сільська рада, техпрацівниця                      |
| 6                                                       | Максимович Валентина Володимирівна | 09.11.2010            | середня спеціальна | член Єдиного Центру                           | ТзОВ «П'ятидні», завідувачка складом                          |
| 7                                                       | Костюк Валентина Сергіївна         | 09.11.2010            | середня спеціальна | член Партії регіонів                          | відділ поштового зв'язку Устилуг, листоноша                   |
| 8                                                       | Балабан Таїса Євгенівна            | 09.11.2010            | вища               | член Народної партії                          | Хотячівська сільська рада, секретар                           |
| 9                                                       | Гнатюк Ірина Терентіївна           | 09.11.2010            | середня спеціальна | позапартійна                                  | фельдшерсько-акушерський пункт с. Хотячів, завідувачка        |
| 11                                                      | Роговський Євген Іванович          | 09.11.2010            | середня спеціальна | член Всеукраїнського об'єднання «Батьківщина» | ТзОВ «Ефорт-Гарант», охоронець                                |
| 13                                                      | Проць Людмила Йосипівна            | 09.11.2010            | вища               | член Єдиного Центру                           | бібліотека с. Хотячів, завідувачка                            |
| 14                                                      | Івануса Наталія Григорівна         | 09.11.2010            | середня            | член Всеукраїнського об'єднання «Батьківщина» | пенсіонер                                                     |